# Trem ligeiro de Colônia
O trem ligeiro de Colônia é um sistema de trem ligeiro que serve a cidade alemã de Colônia.